# شبيهات الحطب
شبيهات الحطب (الاسم العلمي: Hylodidae)، فصيلة ضفادع. وهناك نقاش لا يزال مستمر حول ارتباطا بالأخوة لضفدعاوات السامة أو ضفادع شائكة الصدر. أعطانها الأصلية في البرازيل وشمال الأرجنتين.